# Crooked Creek (krater)
Crooked Creek – krater uderzeniowy w stanie Missouri w USA. Skały krateru są widoczne na powierzchni ziemi.
Krater ma 7 km średnicy, powstał około 320 mln lat temu (zapewne w karbonie). Przez obszar krateru przepływa rzeka Crooked Creek, której zawdzięcza on nazwę. Utworzył go upadek małej planetoidy, która uderzyła w skały osadowe, kambryjskie i ordowickie skały węglanowe i piaskowce. Ocenia się, że impaktor miał ok. 250 m średnicy. W centrum krateru znajdują się pozostałości wyniesienia centralnego o średnicy około 2,5 km; cały krater uległ silnej erozji. Został po raz pierwszy opisany, jako anomalia geologiczna, w 1910 roku. Dowodami jego pochodzenia są m.in. stożki zderzeniowe znalezione w latach 50. i 60. XX wieku.